# Liparis foetulenta
Liparis foetulenta är en orkidéart som beskrevs av Johannes Jacobus Smith. Liparis foetulenta ingår i släktet gulyxnen, och familjen orkidéer. Inga underarter finns listade i Catalogue of Life.